# Historisk metod
Historisk metod är det sätt på vilket vetenskaplig forskning bedrivs inom den historiska disciplinen. Eftersom historiska skeenden inte går att pröva på strikt vetenskapligt sätt, eftersom man inte kan återupprepa med exakt samma förutsättningar, måste en historiker hitta andra metoder att finna ny kunskap.

## Begreppen "källa" och "litteratur"
Det huvudsakliga materialet en historiker har att arbeta med är litteratur och källor. Dessa är allmängiltiga begrepp men har för historikern en djupare innebörd. En källa är ett material som används för att, ofta indirekt, få fram kunskap som inte tidigare är känd, medan med litteratur menas en slutprodukt av färdigproducerad kunskap som förmedlas vidare till läsaren.

## Källkritik
Inom historisk forskning är begreppet källkritik centralt, och det har ofta en betydligt djupare betydelse än inom de flesta andra discipliner, om än tätt följt av många humanistiska och samhällsvetenskapliga ämnen. Källkritik handlar inte om att försöka avslöja tendenser hos en källa, utan är för historikern en metod för att kritiskt granska och analysera källan för att avgöra vilka slags kunskaper man kan vinna ur den, och vilket värde dessa kunskaper har. Att söka tendenser är en av de faktorer som vägs in. 
Ett axiom inom historisk forskning är att källans värde beror på vad för slags frågeställning man söker svar på.
Inom historisk källkritik ingår att analysera källan utefter tre huvudaspekter, identifikationen av texten samt vem som är avsändare respektive mottagare och vad detta har för betydelse, under vilka många olika faktorer kan sorteras in. Dessa är:
- identifikation av texten
  - genre
  - syfte
  - officiell respektive privat status
  - kvarleveaspekt respektive berättande aspekt
  - tidsaspekt
  - kontext
  - beroende till andra källor

- analys av sändaren
  - urval
  - periodisering
  - historiesyn
  - syfte
  - tendens
  - tillrättaläggande

- analys av sin roll mottagare
  - förförståelse
  - förväntning på genre
  - empatisk läsning
  - förståelse av ord, begrepp och definitioner
  - hermeneutisk spiral
  - frågeställning